# بيلي ميلر (لاعب كرة الماء)
بيلي ميلر (بالإنجليزية: Billy Miller)‏ هو لاعب كرة الماء أسترالي، ولد في 1988.

## وصلات خارجية
- بيلي ميلر على موقع اللجنة الأولمبية الدولية (الإنجليزية)
- بيلي ميلر على موقع أوليمبيديا (الإنجليزية)
- بيلي ميلر على موقع اللجنة الأولمبية الأسترالية (الإنجليزية)